# Digenis Akritas
Digenis Akritas is een middeleeuws Grieks epos over de gelijknamige held.
De hoofdfiguur Digenis is afkomstig uit de akra, het grensgebied van het Byzantijnse Rijk. Naar alle waarschijnlijkheid ontstond het epos in de 10e / 11e eeuw, en de oorspronkelijke versie is niet bewaard, maar we kennen het wel uit een aantal handschriften van latere datum (13e tot 16e eeuw).
De grenswachters ('akriten') die de grenzen van het Byzantijnse Rijk moesten bewaken, en een eenzaam en avontuurlijk leven leidden in de onmiddellijke buurt van grimmige vijanden die het Rijk belaagden, ver van de luxe en de genoegens van de hoofdstad, spraken erg tot de verbeelding van de Byzantijnen. Zo ontstonden naast het epos Digenis Akritas ook een aantal anonieme Akritische liedenen over de lotgevallen van de Byzantijnse grensbewoners. Ze werden eeuwenlang mondeling overgeleverd en werden pas in de 19e eeuw op schrift gesteld. In veel van deze liederen speelt ook Digenis Akritas de hoofdrol.
De versmaat van de Digenis Akritas is de zogenaamde Politikos